# Gerald James Ian Ernest
Gerald James Ian Ernest, né le 30 août 1954 à Port Mathurin, sur l'île Rodrigues, est un ecclésiastique anglican mauricien. Il est évêque de Maurice de 2001 à 2019 et archevêque de la province de l'océan Indien de 2006 à 2017.

## Formation et carrière
Après ses études secondaires, Ian Ernest entama des études universitaires dans plusieurs pays dont l’Inde, le Royaume-Uni, les États-Unis et l'île Maurice. Il est ordonné prêtre le 29 juin 1985 avant de devenir le 15e évêque du diocèse de Maurice le 24 juin 2001. Ce dernier englobe les îles Maurice, La Réunion, Rodrigues et les dépendances de Maurice.
Le 24 janvier 2006, il est élu archevêque de la province de l'océan Indien, fonction qu'il occupe parallèlement jusqu'en 2017. Il quitte sa charge épiscopale à Maurice en octobre 2019 pour devenir représentant personnel de l'archevêque de Cantorbéry auprès du Saint-Siège et directeur du centre anglican de Rome.

## Famille
Il est marié et père d'un fils, Julian. Monseigneur Ernest est un ancien rotarien.